# Nakagawa, Hokkaidō
Nakagawa (中川町 Nakagawa-chō) là thị trấn thuộc huyện Nakagawa, phó tỉnh Kamikawa, Hokkaidō, Nhật Bản. Tính đến ngày 1 tháng 10 năm 2020, dân số ước tính thị trấn là 1.528 người và mật độ dân số là 2,6 người/km2. Tổng diện tích thị trấn là 594,87 km2.